# Boombox Cartel

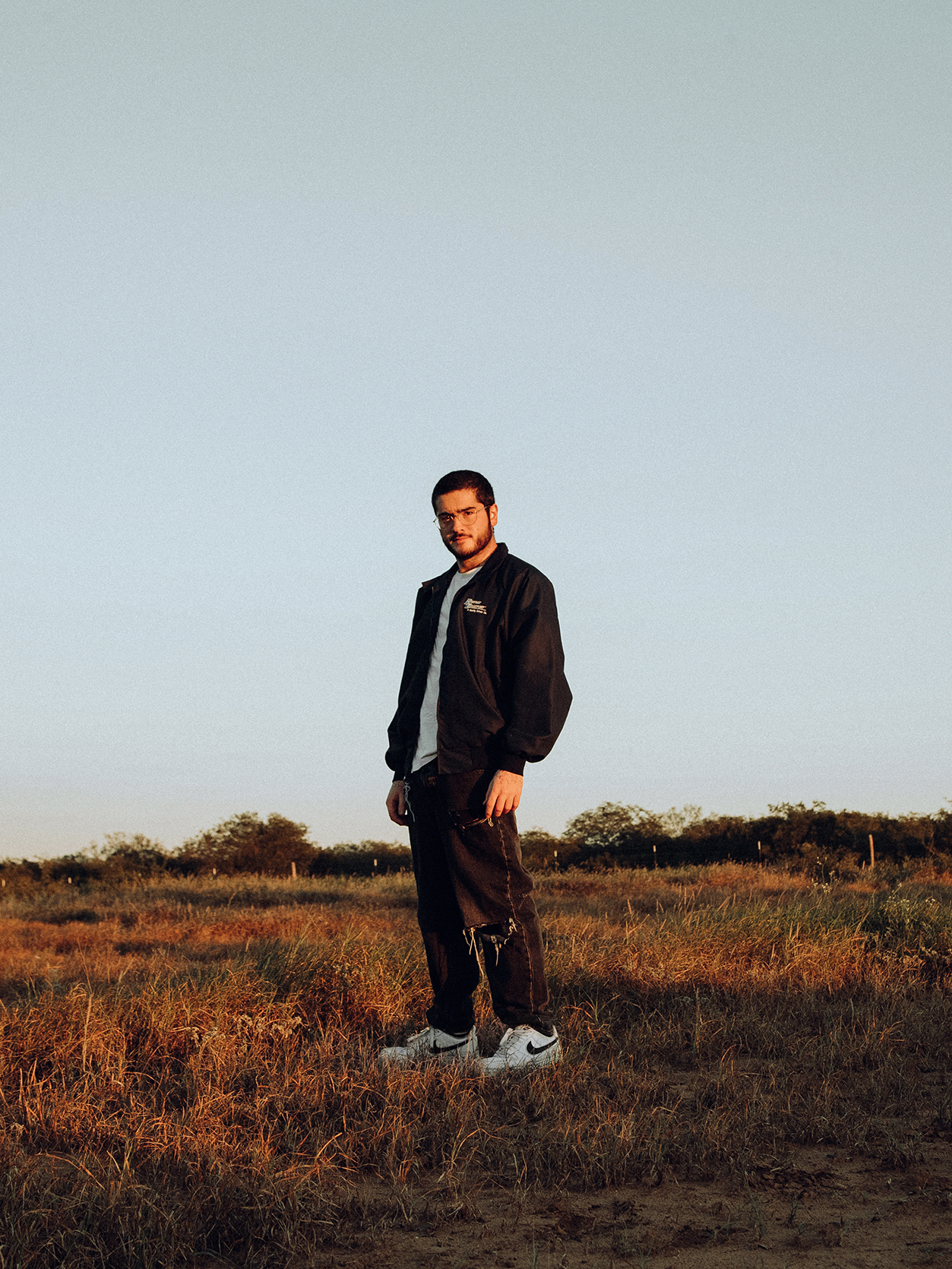
Americo Garcia, 27 octobre 2020.

Boombox Cartel est un duo de DJ et producteurs de musique électronique basé à Los Angeles. Le duo est composé du producteur Americo Garcia (originaire de Laredo, au Texas) et de Jorge Medina (originaire de Monterrey, au Mexique).

## Histoire
Americo Garcia et Jorge Medina se rencontrent au lycée de Monterrey, au Mexique. Après avoir obtenu leur diplôme, ils déménagent à Saint Paul, dans le Minnesota, pour étudier l'ingénierie audio et la production musicale à l'école de musique McNally Smith. Ils déménagent ensuite à Los Angeles, en Californie et poursuivent leur carrière musicale.
Inspirés par la diversité et les influences multiculturelles de la ville, Americo et Jorge sortent le morceau B2U avec Ian Everson en 2015,. Celui-ci attire l'attention d'artistes notables tels que Skrillex, Diplo ou encore Martin Garrix.
En 2016, Boombox Cartel signe avec le label de Diplo, Mad Decent. Ils publient leur premier EP Cartel en avril de l'année suivante.